# Teresztenye
Teresztenye ist eine Gemeinde im Komitat Borsod-Abaúj-Zemplén.

## Geografische Lage
Teresztenye liegt im Norden Ungarns, 60 km nördlich von Miskolc entfernt.